# Alvis T-Series 21
Die T-Serie 21 (alternativ: Three Litre Series) ist eine Modellfamilie des ehemaligen britischen Automobilherstellers Alvis Cars, die in diversen Variationen von 1950 bis 1967 produziert wurde. Die Reihe löste 1950 die auf einer Vorkriegskonstruktion beruhende T-Serie 14 ab. Es war die letzte Baureihe von Alvis.

## Geschichte der Modellreihe
Das 1919 gegründete Unternehmen Alvis etablierte sich in den Zwischenkriegsjahren schnell als erfolgreicher Hersteller von Oberklassefahrzeugen, die sportliche Fahrleistungen boten und von hoher handwerklicher Qualität waren. Die Werksanlagen wurden während des Zweiten Weltkriegs vollständig zerstört. Ungeachtet dessen nahm Alvis 1946 die Automobilproduktion in zunächst improvisiertem Umfeld wieder auf. Im Programm stand in den ersten Jahren der Alvis TA 14, der weitgehend mit dem 1937 vorgestellten 12/70 übereinstimmte – eine Quelle spricht von „kaum modifizierter Vorkriegsware“ –  und im Werk als bloßes Interimsmodell angesehen wurde.
In den späten 1940er-Jahren entwickelte Alvis einen Nachfolger für den TA 14, der die interne Bezeichnung TA 21 erhielt. Er hatte ein neues Chassis und einen neu konstruierten 3,0-Liter-Motor, der bis 1967 beibehalten wurde und namensgebend für die Baureihe wurde. 
Alvis entwickelte die T-21-Reihe schrittweise weiter. Anfänglich standen konservative, teilweise als altmodisch empfundene Aufbauten im Werksprogramm, die von unabhängigen Karosserieherstellern zugeliefert wurden. Die Idee, diese zunehmend veraltende Reihe Mitte der 1950er-Jahre durch den neu konstruierten, von Alec Issigonis verantworteten Alvis TA 350 mit selbsttragender Karosserie im Pontonstil zu ersetzen, musste 1955 aus finanziellen Gründen aufgegeben werden. Als zur gleichen Zeit überraschend die Verbindungen zu den langjährigen Karosserieherstellern Mulliners und Tickford endeten, erwog die Unternehmensleitung die dauerhafte Einstellung der Automobilproduktion. Letztlich entwickelte Alvis aber zusammen mit dem Schweizer Karosseriehersteller Graber den TC 108/G, der ab 1956 in geringen Stückzahlen produziert wurde und die Rolle des Übergangsmodells zwischen dem TC 21 und einer neuen Baureihe einnahm. Aus der Verbindung mit Graber entstanden die weiteren Modelle TD 21 bis TF 21, die ebenfalls zur Three-Litre-Series gehören und in immer geringer werdenden Stückzahlen bis 1967 gebaut wurden. Die Alvis-Produktion endete, nachdem das Unternehmen von Rover übernommen worden war.

## Motorisierung

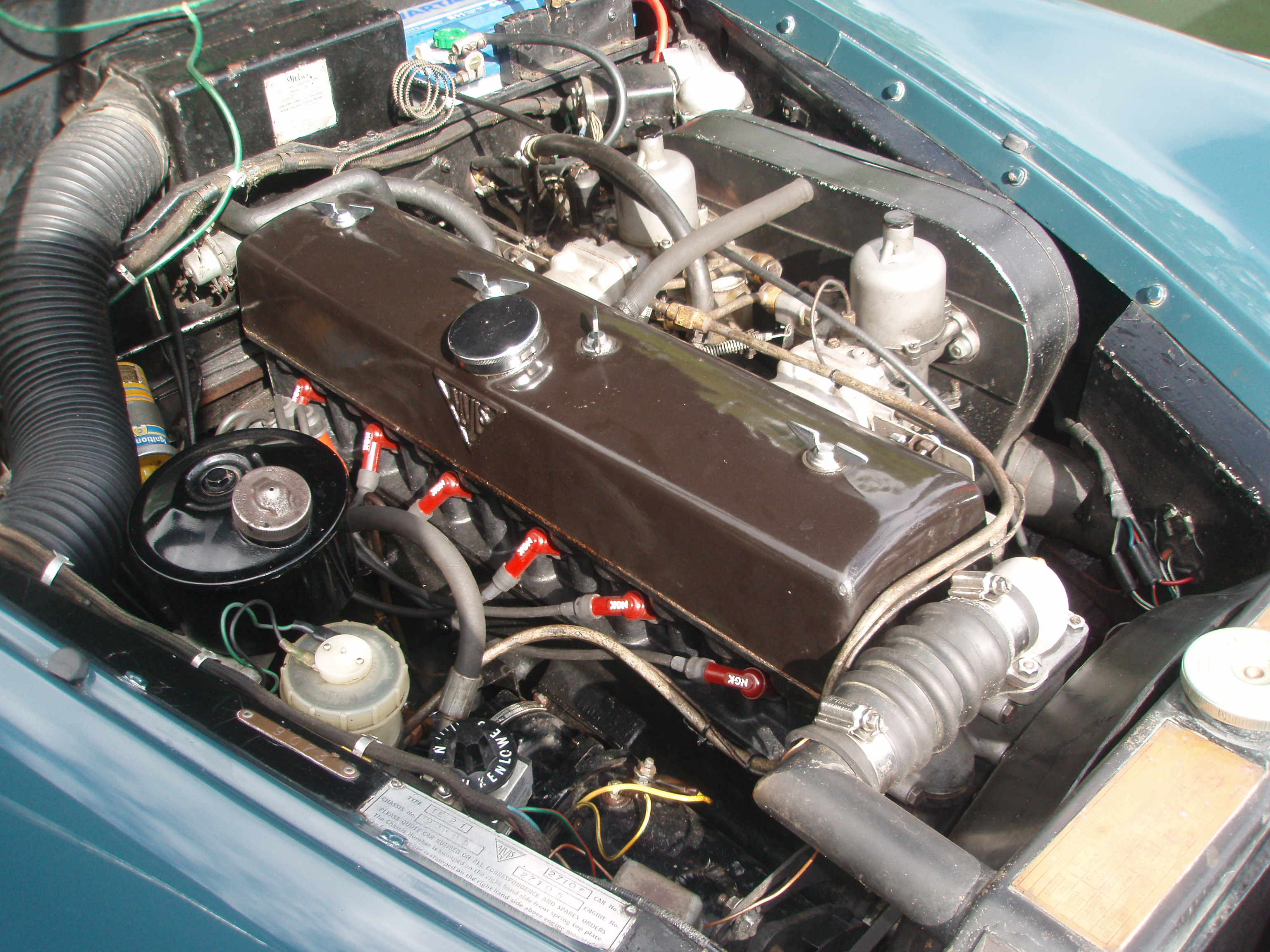
Reihensechszylindermotor in einem TE 21

Gemeinsames Merkmal der Baureihe ist die Motorisierung. Alle Mitglieder der Modellfamilie haben einen 3,0 Liter großen Sechszylinder-Reihenmotor, der Ende der 1940er-Jahre neu konstruiert wurde und 1950 im TA 21 debütierte. Der Hubraum des Sechszylinders beträgt 2993 cm³ (Bohrung × Hub: 84 × 90 mm). Der Motor hat eine unten liegende Nockenwelle und zwei hängende Ventile pro Zylinder. Diese Konstruktion wurde bis zum TF 21, dem letzten Alvis-Modell, im Kern unverändert beibehalten. Im Laufe der Jahre gab es allerdings eine Reihe von Detailmodifikationen, die sich unter anderem auf das Verdichtungsverhältnis, auf die Zylinderköpfe und auf die Gemischaufbereitung bezogen. Sie führten dazu, dass sich die Motorleistung vom TA 21 bis zum TF 21 annähernd verdoppelte.

## Die einzelnen Modelle

### TA 21

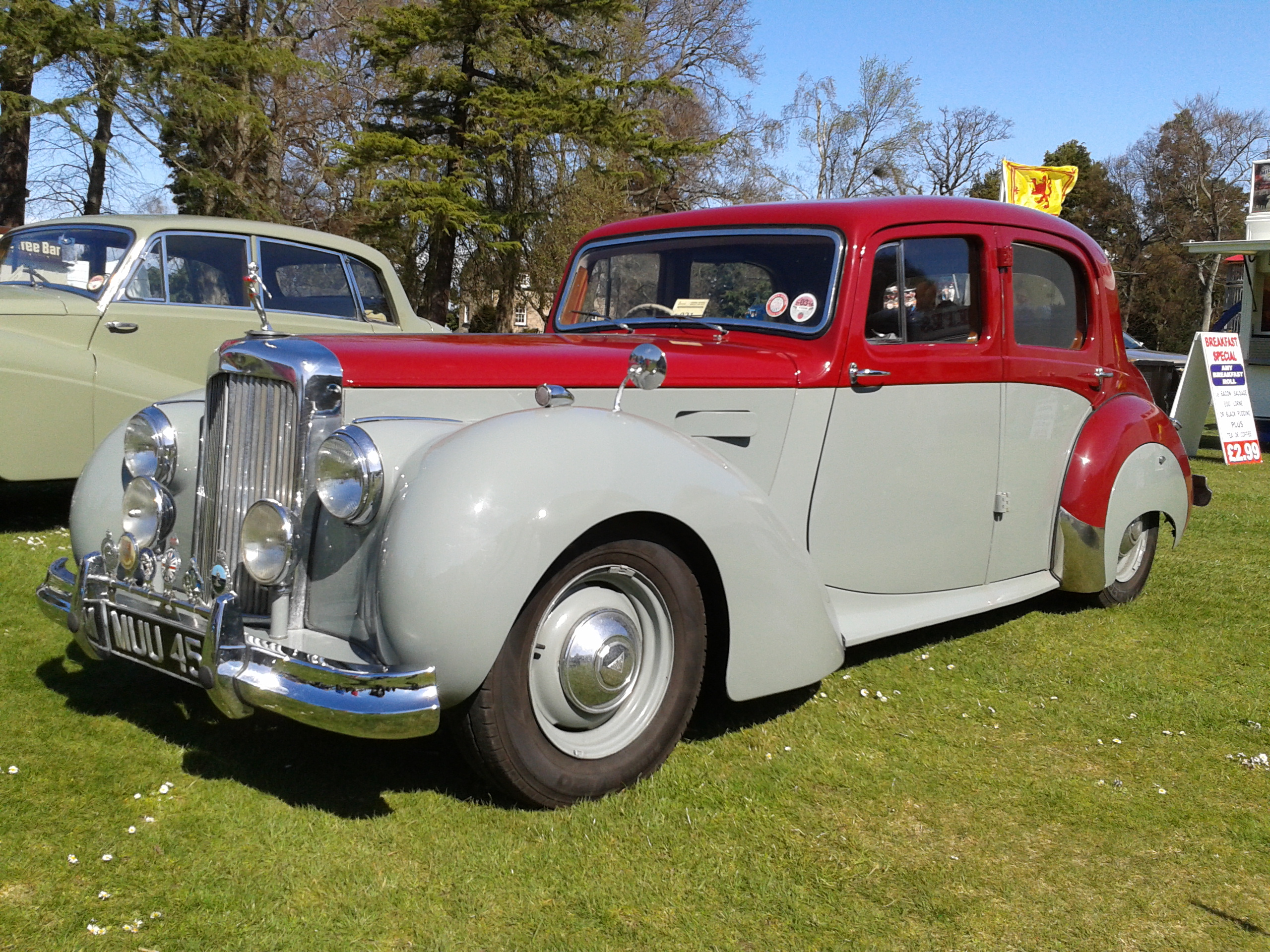
Alvis TA 21 Saloon mit Aufbau von Mulliners of Birmingham

Der Alvis TA 21 erschien 1950 als Nachfolger des Alvis TA 14. Er hat einen neu konstruierten Rahmen aus verschweißten Vierkantrohren, der mit 2832 mm Radstand etwas länger und 1384 mm Spurweite etwa breiter ist als der des TA 14. Auch die Aufhängung wurde neu konstruiert:  Die Hinterachse ist an halbelliptischen Blattfedern aufgehängt, die Vorderradaufhängung weist Schraubenfedern auf. Sein Motor ist mit einzelnem Solex-Vergaser ausgestattet. Die Höchstleistung beträgt 83 bhp (61 kW)bei 4000/min. Werksseitig war der TA 21 mit einer viertürigen Saloon-Karosserie von Mulliners of Birmingham und als zweitüriges Drophead Coupé mit einer Karosserie von Tickford erhältlich. Beide Aufbauten sind im traditionellen Vorkriegsstil gehalten und haben geschwungene Kotflügel, Trittbretter und hinten angeschlagene Fronttüren. Lediglich die bisher freistehenden Scheinwerfer wurden integriert. Chassis ohne Karosserie waren anders als beim TA 14 nun nicht mehr frei erhältlich; lediglich der Schweizer Karosseriehersteller Graber erhielt neun Chassis ohne Aufbau, die nach individuellen Kundenwünschen mit Pontonkarosserien eingekleidet wurden. Die Angaben zum Produktionsumfang sind unterschiedlich. Einer Quelle zufolge entstanden von 1950 bis 1953 insgesamt 1316 Autos, nach einer anderen Quelle sind es 1500 Fahrzeuge.

### TB 21

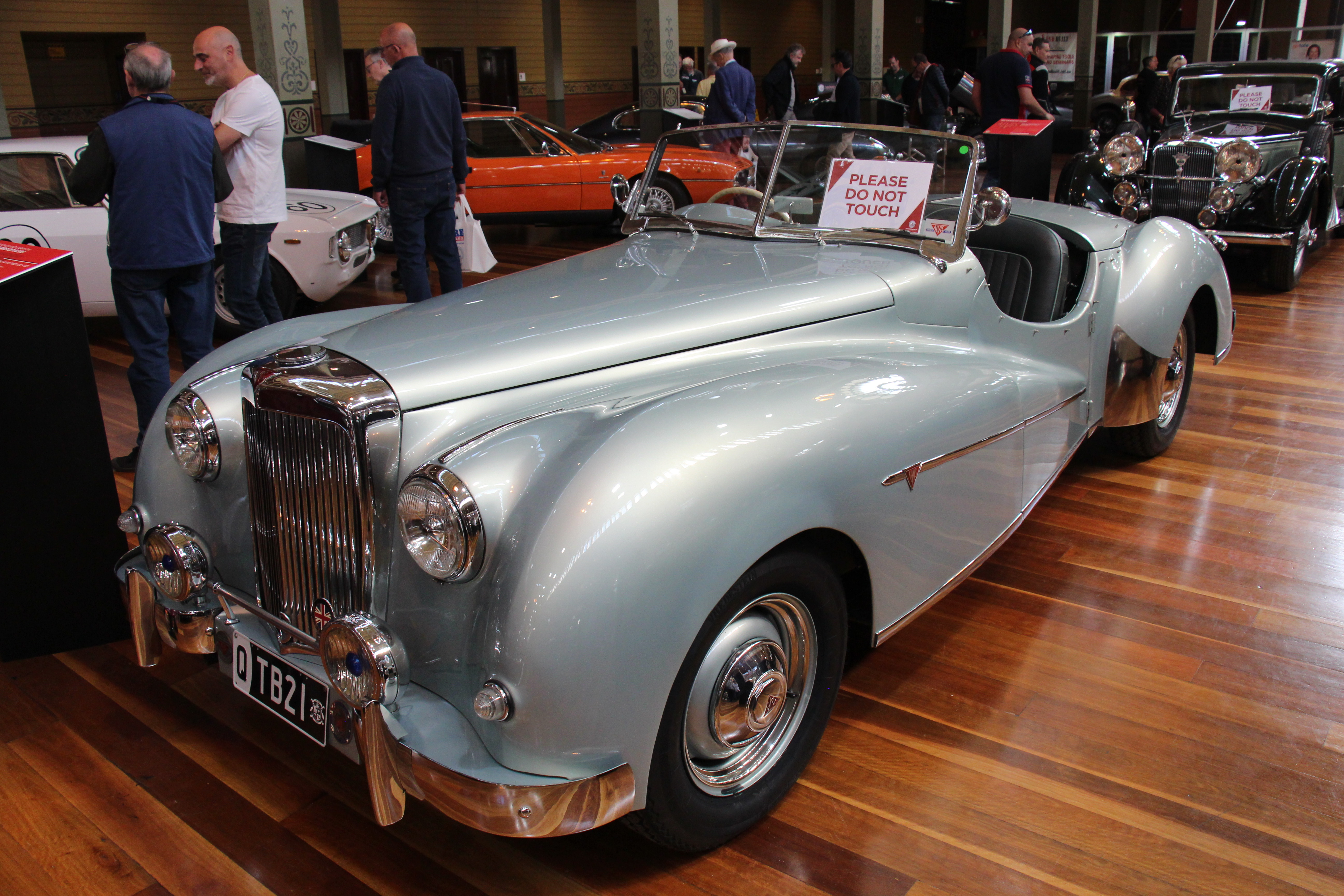
Alvis TB 21

Im Herbst 1950 wurde dem TA 21 der zweisitzige Roadster TB 21 zur Seite gestellt. Er ersetzte den TB 14. Seine bei AP Metalcraft in Coventry hergestellte Karosserie mit tief ausgeschnittenen, hinten angeschlagenen Türen entspricht weitgehend der des TB 14, ist aber geringfügig länger. Wesentliches äußeres Unterscheidungsmerkmal ist die Frontpartie: Anstelle der breiten, blasenförmigen Kühlerverkleidung des TB 14 hat der TB 21 eine herkömmliche, das übliche Alvis-Design aufgreifende Kühlermaske in senkrechter Ausrichtung. Der TB 21 verwendet den gleichen 3,0 Liter großen Reihensechszylindermotor wie der TA 21. Allerdings hat der Motor anstelle des Solex-Vergasers, der sich serienmäßig in allen TA-21-Modellen findet, einen SU-Vergaser, durch den die Leistung im Vergleich zum TA 21 um 10 auf 93 bhp steigt. Die Höchstgeschwindigkeit betrug 161 km/h (100 Meilen/Stunde).
Anfänglich war der Bau von 100 Autos geplant; letztlich wurden allerdings nur 31 Fahrzeuge hergestellt. Der erste Serien-TB-21 wurde im Januar 1952 ausgeliefert, der letzte im August 1952. Der mangelnde Erfolg des TB 21 wird einerseits auf seinen hohen Preis und andererseits auf die Konkurrenz durch den leistungsstärkeren, stilistisch attraktiveren und zugleich günstigeren Jaguar XK 120 zurückgeführt.

### TC 21 und TC 21/100

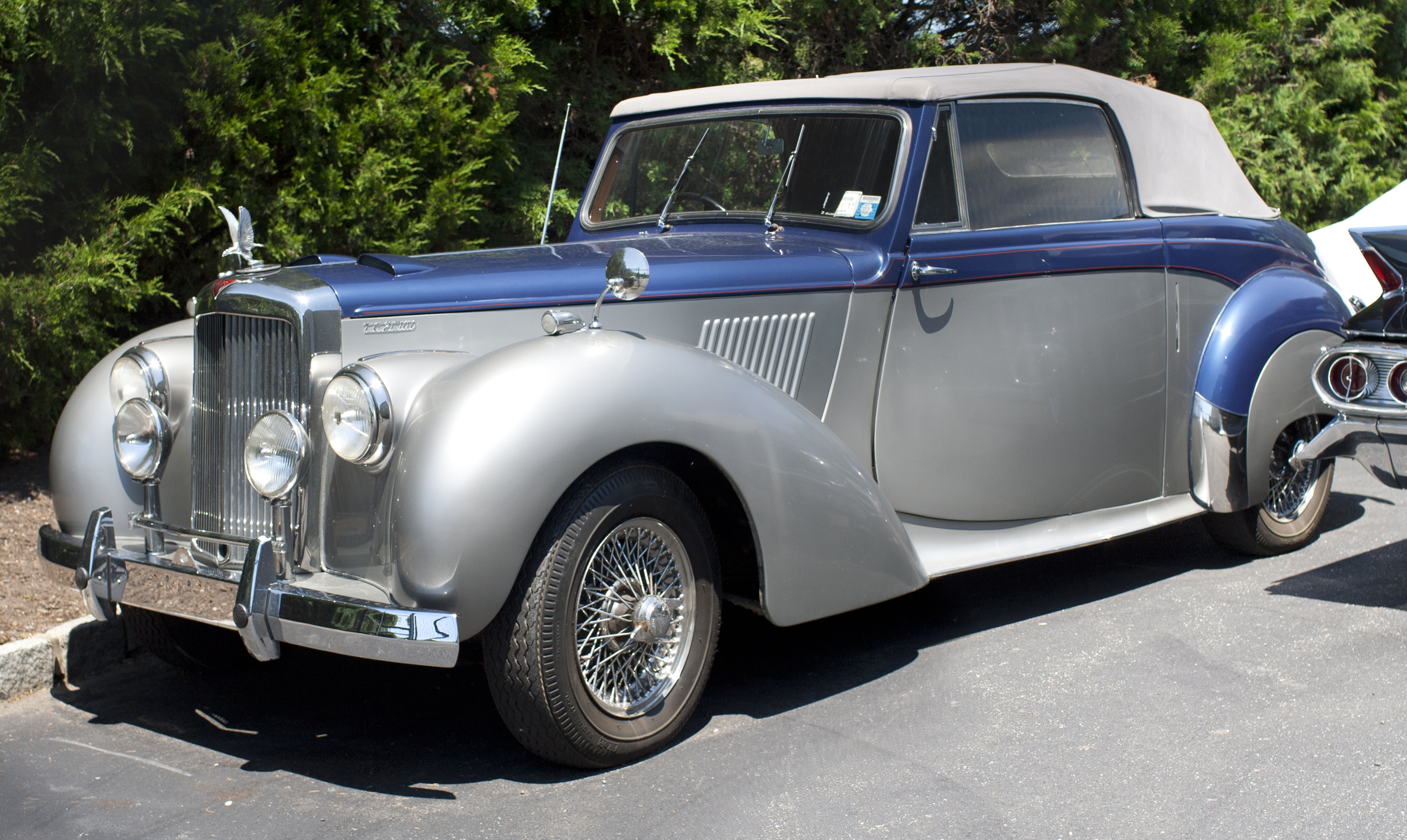
Alvis TC 21/100 Cabriolet Tickford (1955)

Der Alvis TC 21/100 löste das Modell TA 21 1953 ab. Radstand, Spurweite, Fahrzeuglänge und Fahrzeugbreite blieben unverändert. Anstelle der bisherigen Scheibenräder mit Radkappen gab es nun Speichenräder mit Zentralverschluss. Die „100“ in der Modellbezeichnung weist auf die neue Motorleistung hin, die mit 2 SU-Vergasern erreicht wurde; es waren 100 bhp (74 kW) bei weiterhin 4000/min. Diese Zahl lässt sich auch auf die Höchstgeschwindigkeit beziehen; 100 mph (161 km/h) konnten mit dieser sportlichen Limousine ebenfalls erreicht werden. Dieses Modell wurde bis 1956 gefertigt.
Ab 1952 entwickelte Alvis den TA 350, eine technisch ambitionierte Limousine mit selbsttragender Karosserie, verbundenen Federsystemen und einem Achtzylinder-V-Motor, das die überkommenen Drei-Liter-Modelle ab 1956 ablösen sollte. Das Projekt war allerdings zu teuer für Alvis, sodass es 1955 aufgegeben wurde.

### TC 108/G

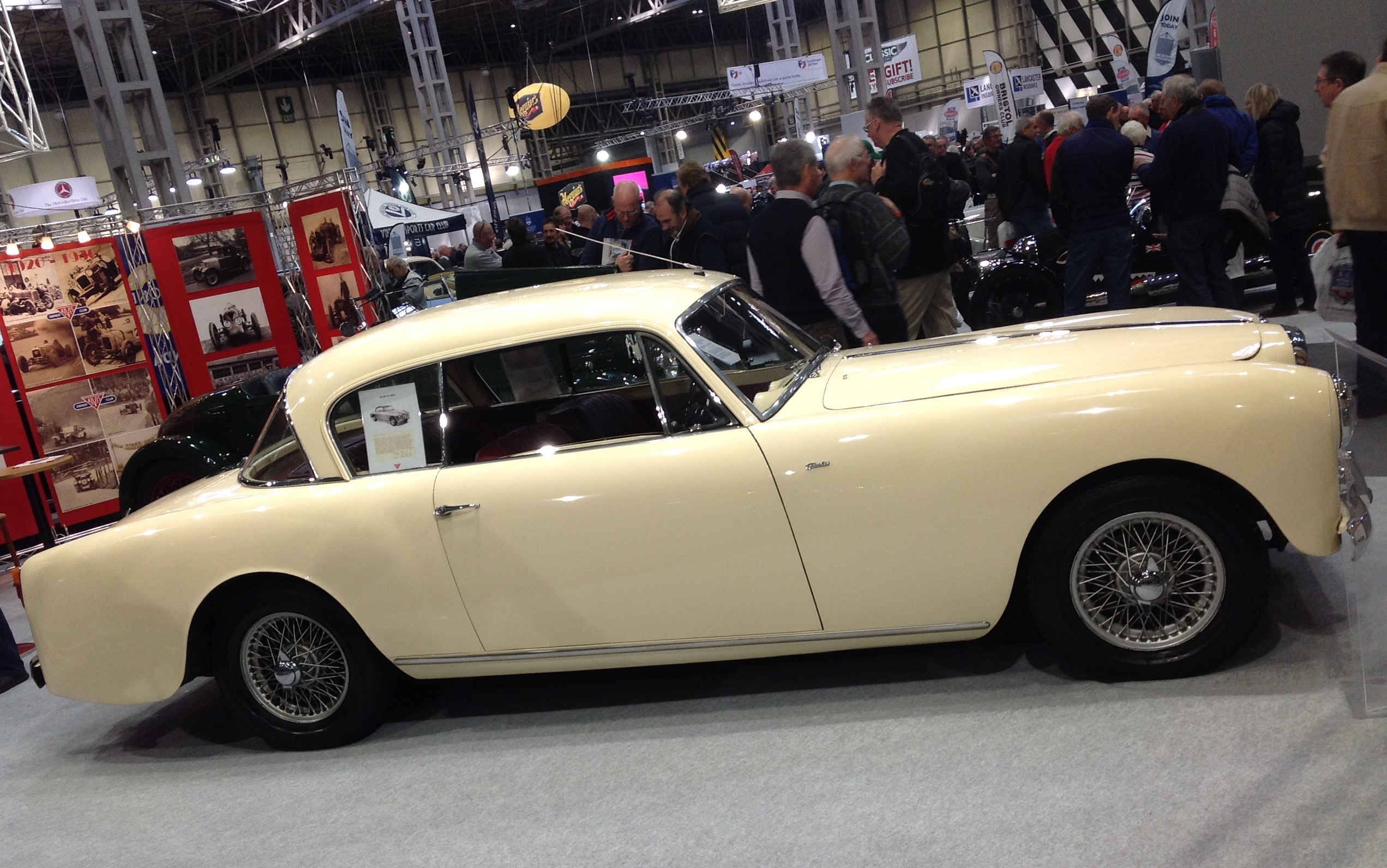
Alvis TC 108/G mit Werkskarosserie von Willowbrook

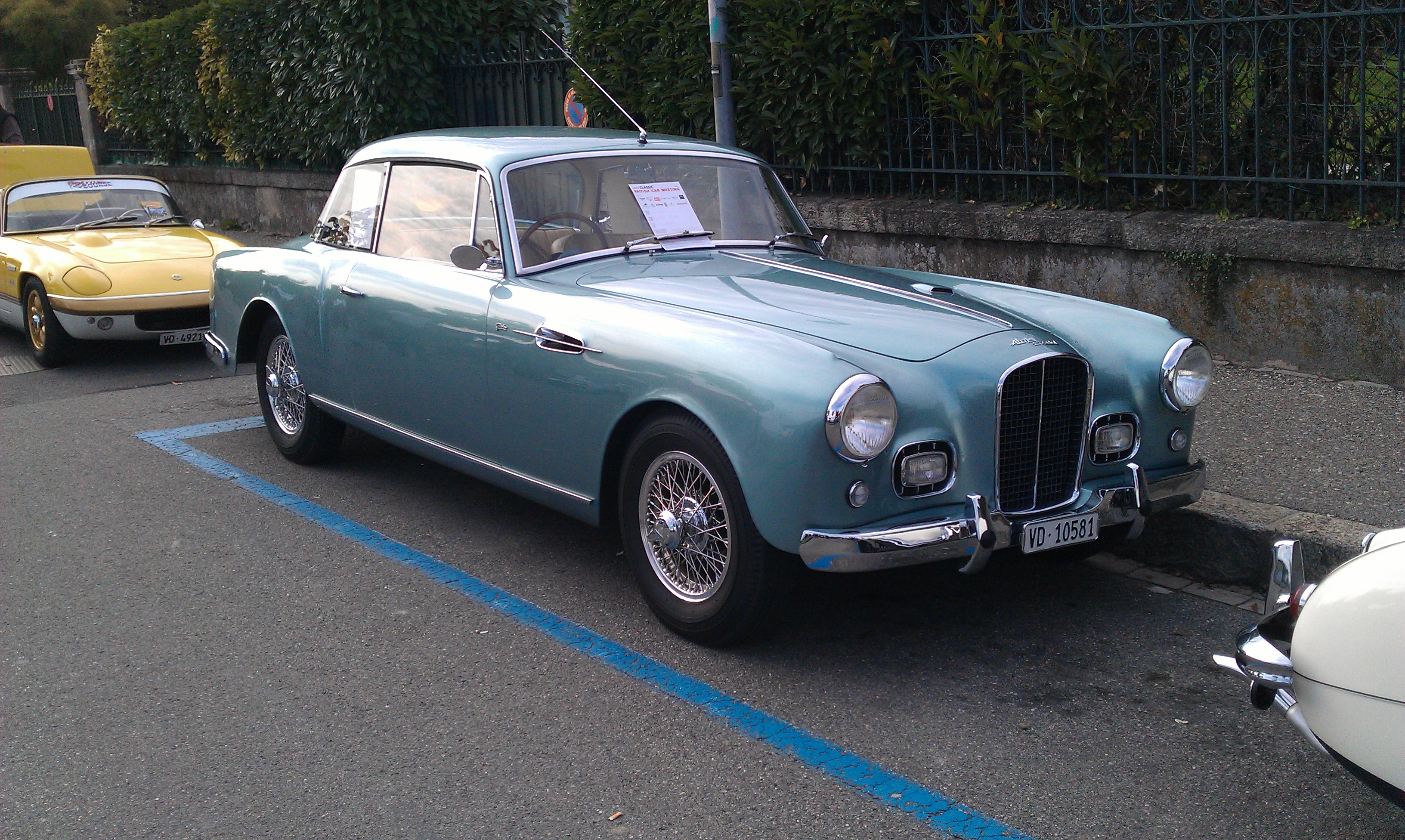
Alvis TC 108/G Graber Special mit individueller Schweizer Karosserie

Der Nachfolger des TC 21/100 hieß Alvis TC 108/G. Er wurde von einem Reihensechszylindermotor angetrieben, der 104 bhp (76,5 kW) bei 4000/min leistete. Das Auto erschien im Oktober 1955. Generell ist zwischen den Standardmodellen mit Werkskarosserie und Graber Specials mit individuellen Aufbauten von Hermann Graber zu unterscheiden.
- Die Werkskarosserie des TC 108/G folgte einem Entwurf Hermann Grabers, der eine Weiterentwicklung mehrerer bereits ab 1953 gezeigter Individualaufbauten des Schweizer Karosserieherstellers war. Stilistisch stellte der Werks-TC 108/G einen großen Entwicklungsschritt dar, denn Alvis trennte sich mit diesem Fahrzeug von der bisherigen, seit langem als veraltet angesehenen Karosseriegestaltung. Die traditionelle, englische Limousinenform wich einer neuen Pontonkarosserie ohne Trittbretter und mit vorne angeschlagenen Türen, die von der Presse als sehr harmonisch gelobt wurde. Die Fertigung der Werkskarosserie übernahm der Omnibushersteller Willowbrook aus Loughborough, weil Alvis’ bisheriger Karosserielieferant Mulliners of Birmingham nach seiner Übernahme durch Standard Triumph keine Kapazitäten mehr zur Verfügung hatte. Den TC 108/G gab es werksseitig nur als zweitürige Limousine, die als besonderes Merkmal eine hintere Panoramascheibe aufwies. Gegenüber dem Vorgänger war die Fahrzeuglänge bei gleichbleibender Breite auf 4801 mm gewachsen.

- Daneben fertigte Graber in seiner Berner Werkstatt auf Kundenwunsch weitere individuelle Coupés und Cabriolets auf dem Alvis-Chassis. Diese Graber Specials weichen in Details wie Dachgestaltung und Kühlergrill mehr oder weniger stark von den Werksaufbauten ab.

Der Produktionsumfang des TC 108/G ist sehr gering; die meisten Quellen gehen von 15 bis 17 Standardmodellen mit Willowbrook-Karosserie und weiteren 22 Graber Specials aus. Der Preis der Werksmodelle lag bei etwa 3.500 britischen Pfund. Die Produktion des TC 108/G endete 1958 nach Kontroversen über Qualitätsmängel der Willowbrook-Karosserie.

### TD 21

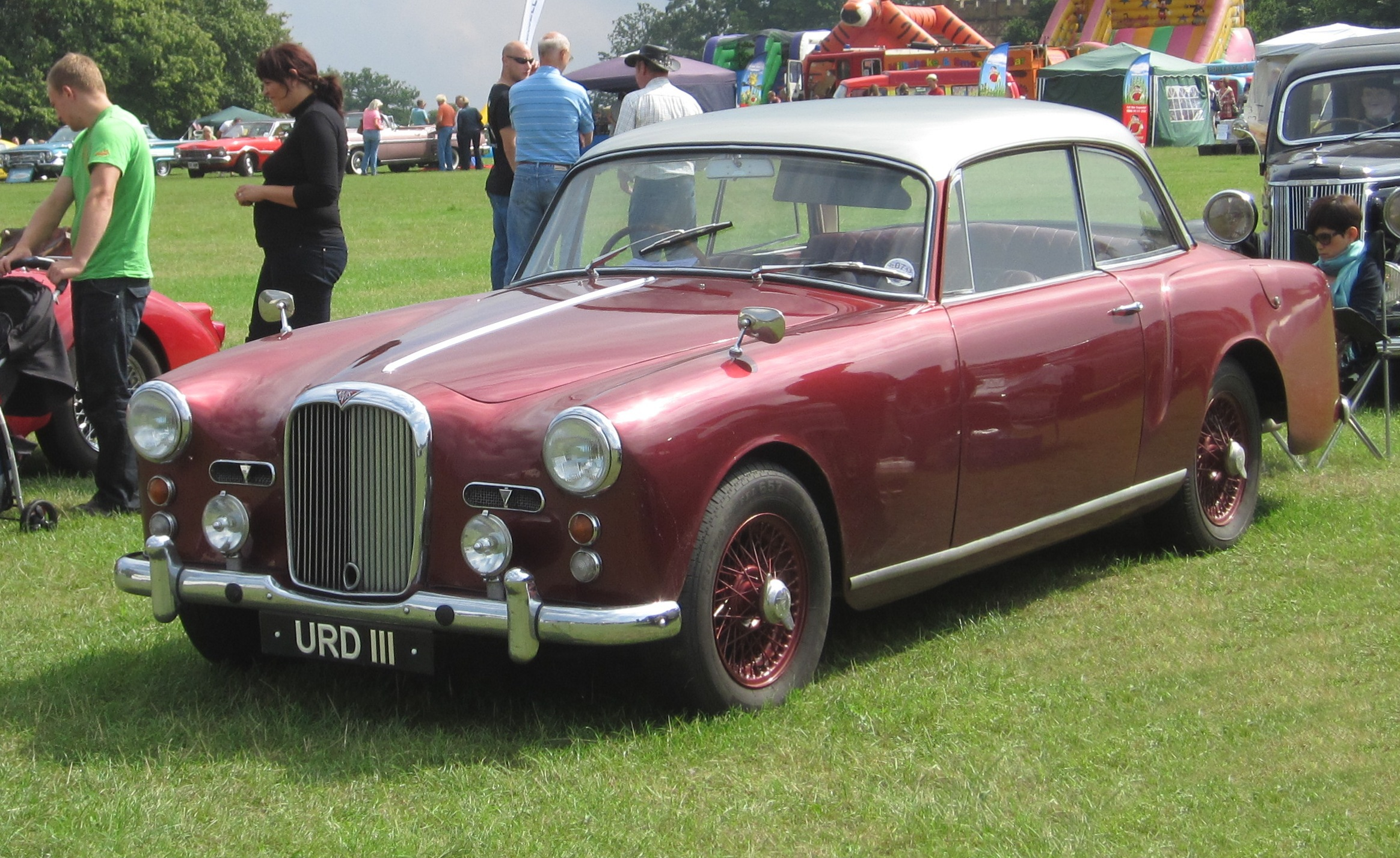
Alvis TD 21 Limousine (1960)

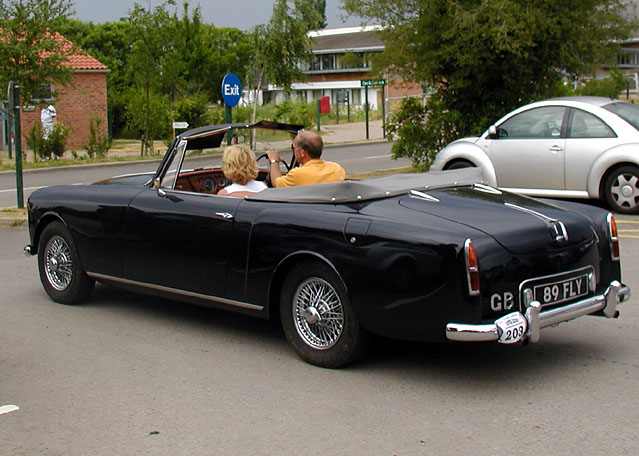
Alvis TD 21 Series II Cabriolet (1963)

Nachfolger des TC 108/G war der Alvis TD 21, der im Oktober 1958 vorgestellt wurde. Die werksseitig angebotene Karosserie war wiederum ein Entwurf Hermann Grabers. Der Aufbau folgte im grundsätzlichen Layout dem des TC 108/G, auch die Proportionen blieben im Ganzen unverändert; vom Vorgänger unterschied sich die TD-21-Limousine vor allem durch eine konventionelle C-Säule, die auf die bisher verwendete Panoramascheibe verzichtete. TD 21 war weiterhin als zweitürige Limousine (Saloon) und erstmals auch werksseitig als Cabriolet (Drophead) erhältlich. Die Werkskarosserie fertigte nunmehr der mit Rolls-Royce verbundene Hersteller Park Ward, der durch den Einsatz von Blechpressen höhere Fertigungszahlen bei deutlich geringeren Preisen erreichte. Antriebsseitig wurde der 3,0-Liter-Motor des TC 108/G übernommen. Durch einen neuen Zylinderkopf und kleinere Eingriffe stieg die Motorleistung auf 115 bhp (86 KW). 
1962 erschien eine Series II genannte Version, die sich durch ein geändertes Arrangement der Frontscheinwerfer von der ersten Version unterschied. Auch das Fahrwerk, das Getriebe und die Bremsen wurden schrittweise modernisiert. So gehörten ab 1962 ein Fünfgangschaltgetriebe von ZF sowie Scheibenbremsen an allen vier Rädern zur Serienausstattung.
Von 1958 bis 1964 entstanden 1070 Alvis TD 21 mit Werkskarosserie. Nach anfänglichen Erfolgen ließ das Interesse am TD 21 allerdings nach. Als besonderes Problem erwies sich die Motorleistung. Objektiv war sie zwar ausreichend; die unmittelbaren Konkurrenten wie AC, Bristol oder Jensen konnten allerdings zunehmend mehr Leistung anbieten, da sie zwischenzeitlich auf amerikanische Achtzylindermotoren umgestiegen waren. Dem konnte Alvis nicht voll gerecht werden.
Neben den Werkskarosserien stellte die Carrosserie Graber in der Schweiz auf Kundenwunsch zahlreiche Sonderaufbauten her; die Jahresproduktion lag bei etwa einem halben Dutzend Fahrzeugen. Auf der Basis des TD 21 Mark 2 entstanden zwei oder drei viertürige Limousinen namens Sportsedan mit stark abgewandeltem Design.

### TE 21

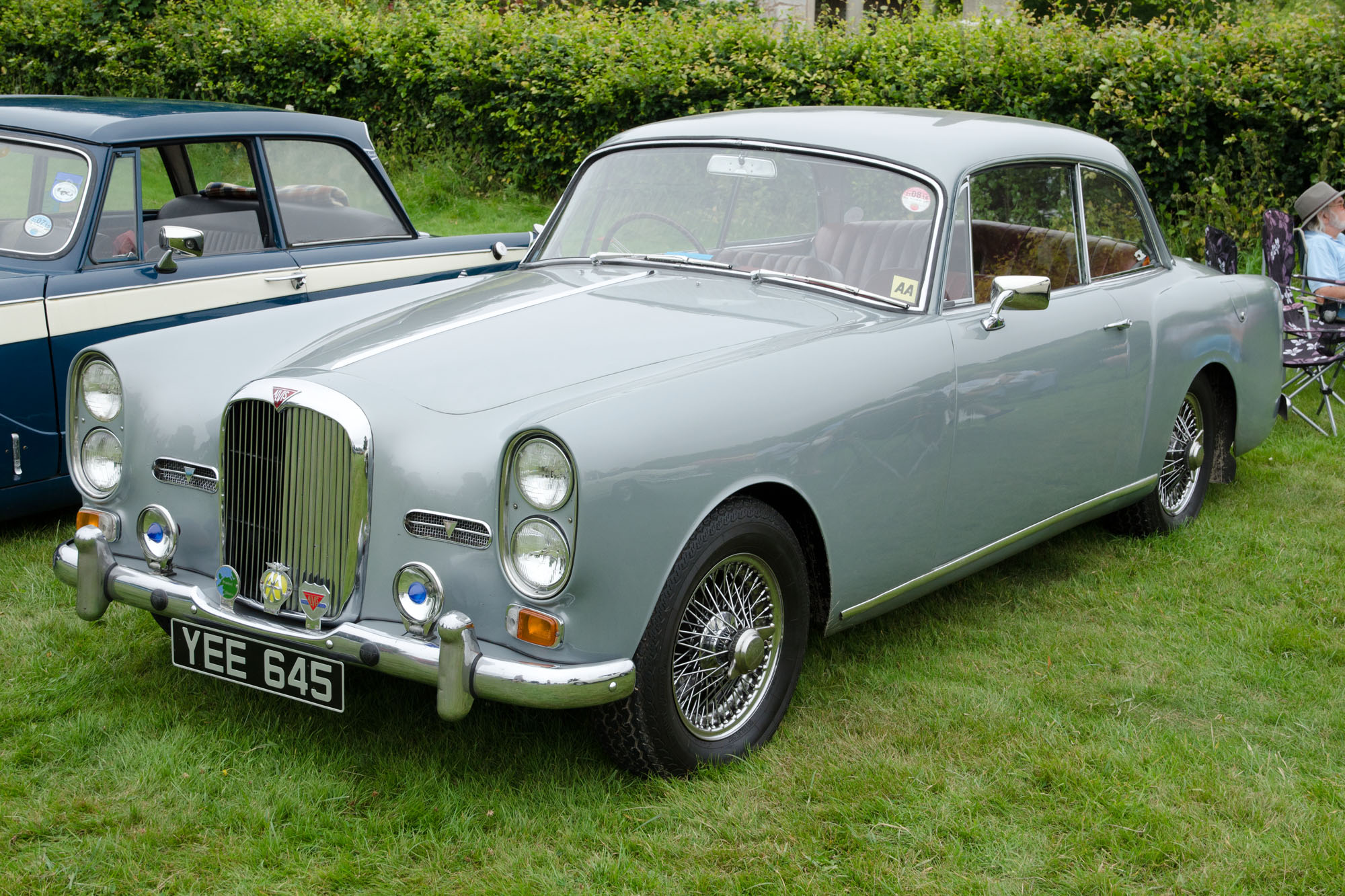
Alvis TE 21 Saloon

Der 1964 präsentierte Alvis TE 21 wurde in einigen Werbeanzeigen auch Alvis Three Litre Series III genannt. Das neue Auto entsprach technisch und optisch weitgehend dem Vorgängermodell. Äußerlich war der TE 21 an übereinander angeordneten Doppelscheinwerfern zu erkennen, ein Designelement, das Hermann Graber seit Jahren bei seinen Alvis-Sonderkarosserien verwendete. Die TE 21 erhielten darüber hinaus werksseitig Stahlscheibenräder mit Radkappen, die die Speichenräder der früheren Modelle ersetzten; viele Kunden installierten allerdings weiterhin Speichenräder mit Schnellverschlüssen. Die Motorleistung wurde durch Detailmodifikationen – darunter durch vergrößerte Ein- und Auslassventile – auf 130 bhp (96 kW) erhöht, die bei 5000/min. anfielen. Dadurch stieg die Höchstgeschwindigkeit des Autos auf 179 km/h. 
Auch hier bot Graber einige Sonderkarosserien an. Zwischen Herbst 1963 und Herbst 1966 entstanden 352 Chassis. 339 von ihnen erhielten Standardkarosserien, die bei Mulliner Park Ward hergestellt wurden. Ein Chassis erhielt als Experimentalfahrzeug eine viertürige Karosserie von Mulliner Park Ward; diese Version ging nicht in den Verkauf und ist nicht erhalten. Zwölf Chassis gingen schließlich ohne Karosserie zu Hermann Graber in die Schweiz, wo auf speziellen Kundenwunsch individuelle Sonderaufbauten hergestellt wurden. Graber baute sieben Coupés, drei Cabriolets und zwei viertürige Limousinen mit Sonderkarosserien. Sie gelten im 21. Jahrhundert als begehrte Sammlerstücke.

### TF 21
1966 erschien als letztes Modell der Baureihe der Alvis TF 21, der in einem Verkaufsprospekt auch als "Alvis Series IV" bezeichnet wurde. Die Fahrzeuge waren jetzt wieder mit Speichenrädern ausgestattet und hatten in der Länge wieder das alte Maß des TC 108/G von 4801 mm erreicht. Den Motor – immer noch der gleiche wie beim Modell TA 21 von 1950 – hatte man jetzt mit drei SU-Vergasern bestückt, so dass eine Höchstleistung von 150 bhp (110 kW) bei 4750/min. erzielt wurde. Dies erlaubte eine Höchstgeschwindigkeit von 192 km/h.
1967 wurde die Produktion der Baureihe – und damit die gesamte PKW-Produktion von Alvis – endgültig eingestellt. Der TF 21 wurde in insgesamt 106 Exemplaren hergestellt. Das letzte, im August 1967 hergestellte Auto erhielt werksseitig einen Achtzylinder von Rover.

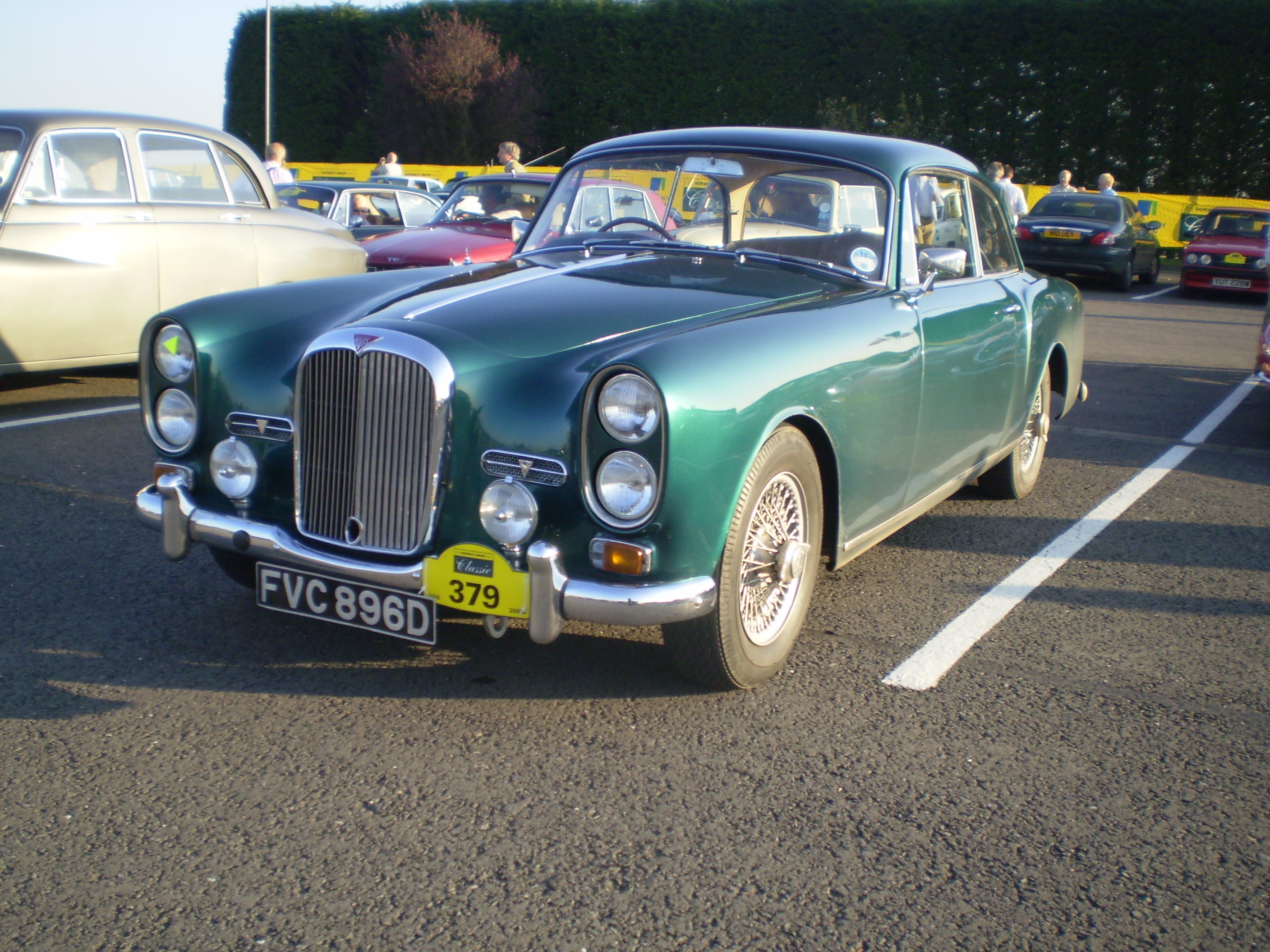
Alvis TF 21 Limousine (1966)
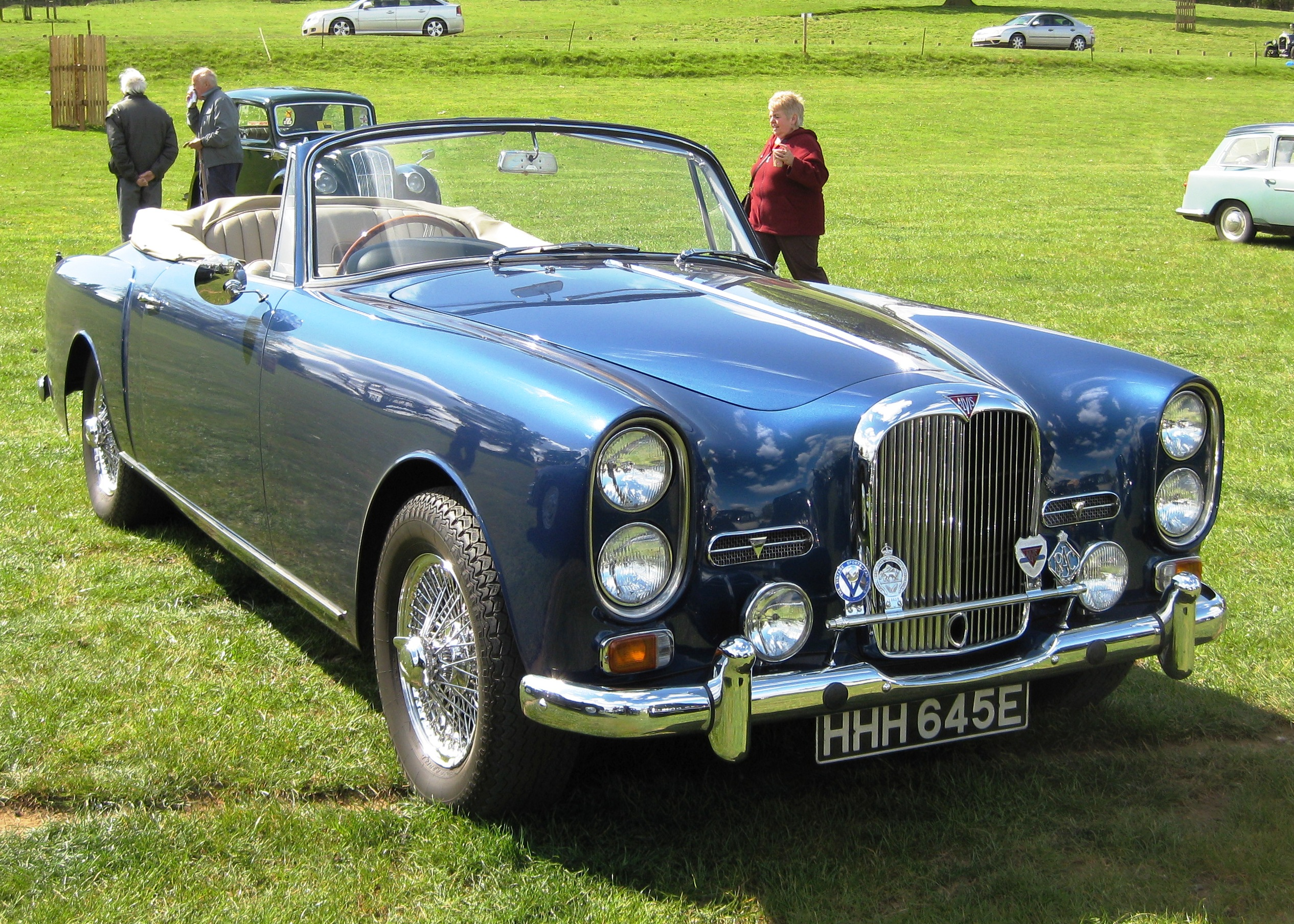
Alvis TF 21 Cabriolet (1967)
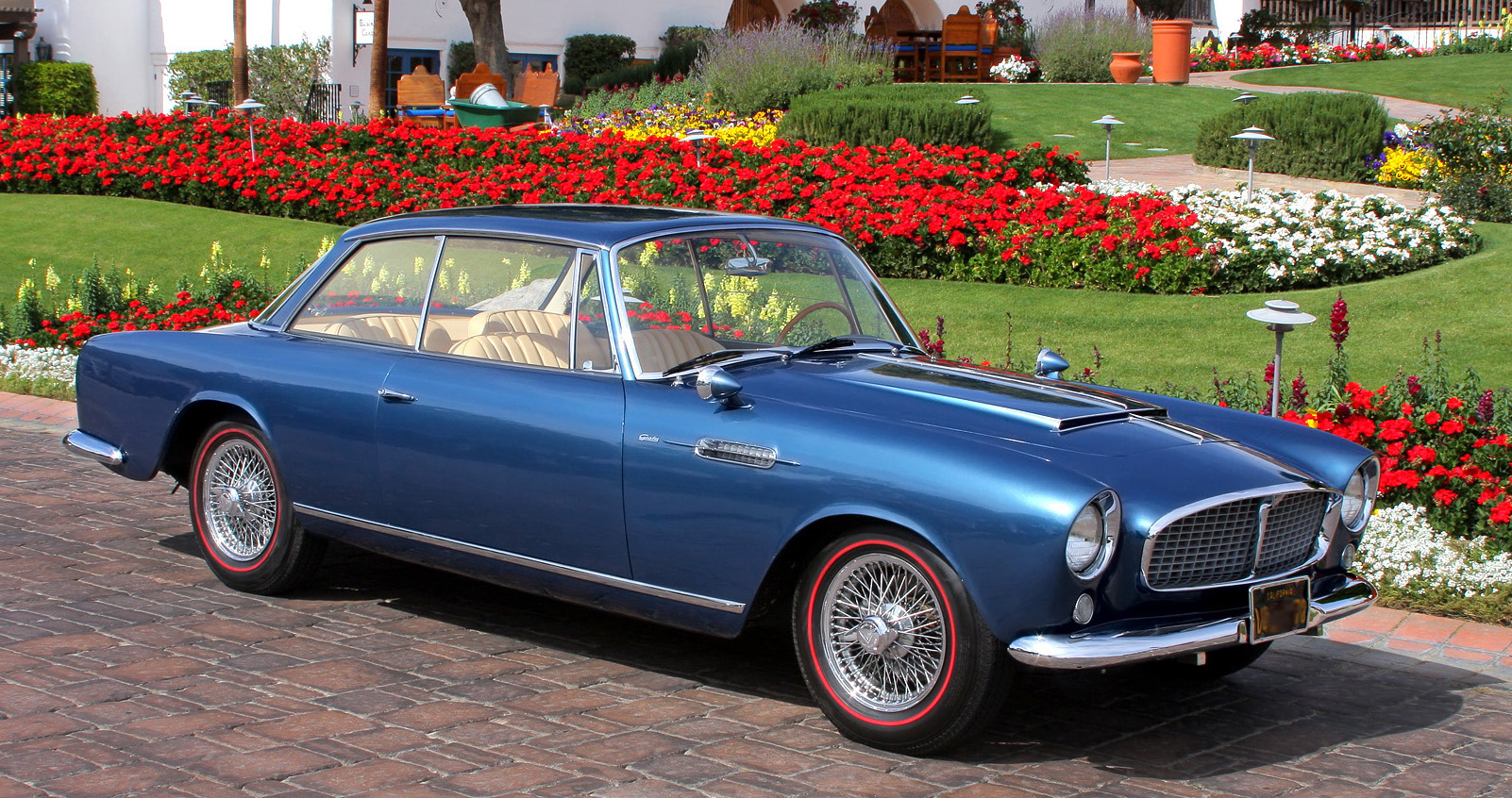
Alvis TF 21 mit Graber-Aufbau (1967)
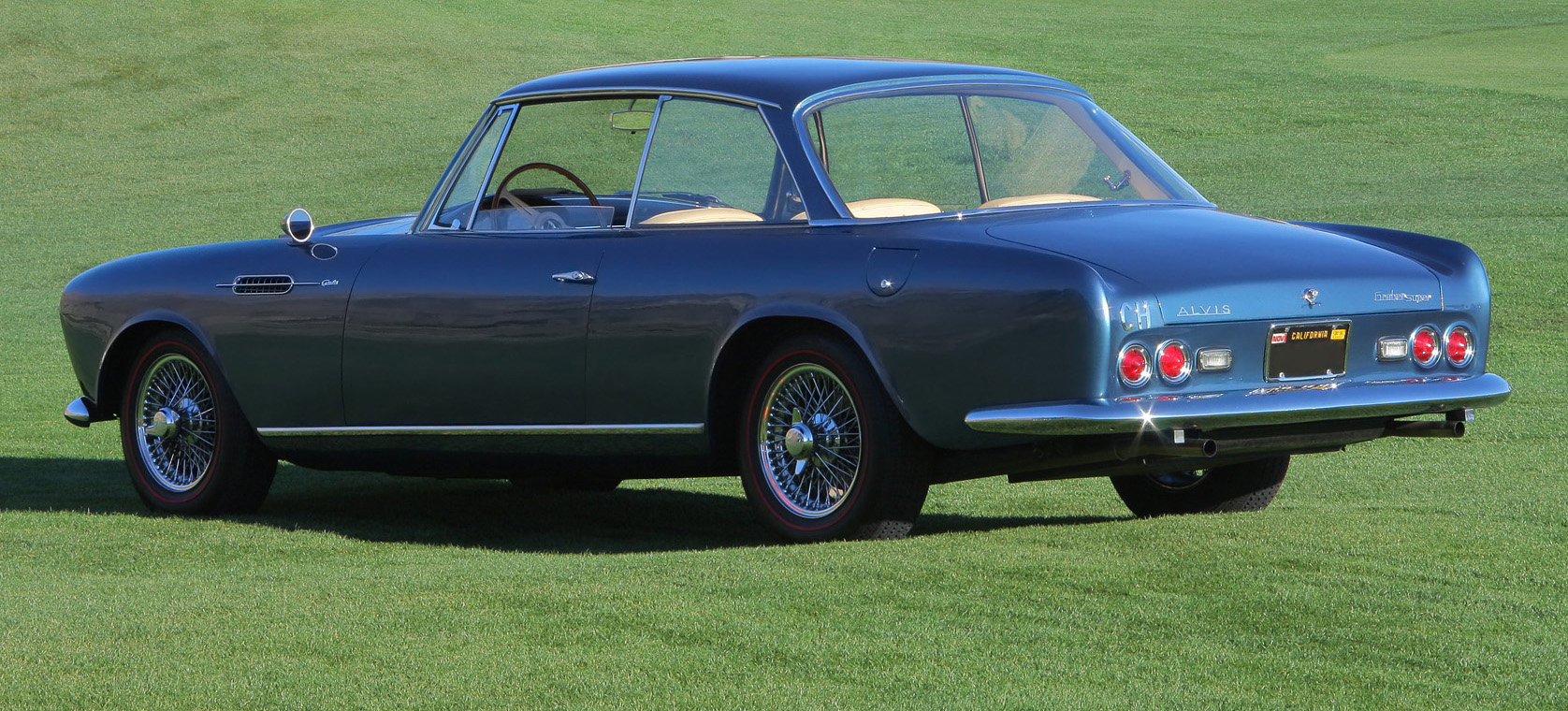
Heckansicht